# PPD-40短機関銃
PPD-40は、1940年にソ連で開発された短機関銃である。
PPとは、ロシア語で短機関銃を指すПистолет-пулемёт(Pistoljet Puljemyot)を略記したもので、Dは開発者ヴァシーリー・デグチャレフ(Vasily Degtyaryov)技師の頭文字から取られている。すなわち、PPD-40は40年式デグチャレフ型短機関銃を意味する。

## 概要

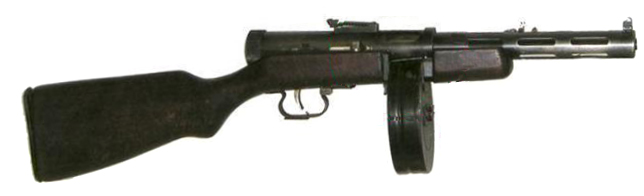
ドラムマガジンを装着したPPD-40

当時赤軍に正式配備された代表的な短機関銃としてPPD-34が挙げられる。PPD-34はドイツのMP18を参考に開発が進められ、1935年に登場した短機関銃である。
後に起こった冬戦争でフィンランド軍が使用していたスオミ KP/-31のドラム式弾倉が注目されると、PPD-34でもドラム式弾倉が使用出来るよう改良し、内部構造を簡略化させたPPD-38が1938年に開発された。
しかし箱形弾倉用に開発されていたPPD-34へ装着するために、弾倉は箱型の挿入部と円胴型のドラム部を無理やり組み合わせた形状になった為、給弾時には不具合が続出したとされる。PPD-34に比べ内部構造を簡略化させたとはいえ、それでも大量生産には不向きな構造であり、さらに生産コストも高かった。このためソ連軍はさらに安価で大量生産に向く短機関銃の開発を進め、1940年にPPD-40が開発された。
設計はPPD-38に引き続きソ連の銃器設計家であるデグチャレフが担当し、外見はPPD-38と比べてあまり変化は無い。主な特徴としてPPD-38で発生した給弾不良を改善するために、スオミM1931のものに酷似した形状のドラム式弾倉専用に変更された。この新型弾倉を装着できるよう、先台が前後に分割された。また銃身の内部にメンテナンス性と銃身の耐久率向上の目的からクロムメッキが施されている。
ただし上記に記した通りドラム式弾倉の給弾不良を修正した結果、内部の構造はPPD-38に比べて余計に複雑化し、当初軍部が目指していた「構造簡略化」という目標からは完全に逸脱した設計となり、大量生産には不向きな構造となった。ただしソ連軍ではその後もPPD-40を使用し続け、後にソ連軍の代表的な短機関銃となるPPSh-41が登場すると、PPD-40は段階的に廃止され、その後生産されることは無かったとされる。